# 560 Delila
560 Delila eller 1905 QF är en asteroid i huvudbältet, som upptäcktes 13 mars 1905 av den tyske astronomen Max Wolf i Heidelberg. Den är uppkallad efter Delila i gamla testamentet.
Asteroiden har en diameter på ungefär 35 kilometer.